# Boîte Conex
La boîte CONEX (Conteneur Express) est un type de conteneur de fret développé pendant la guerre de Corée, qui a été utilisé pour transporter et stocker du matériel pendant les guerres de Corée et du Vietnam. Il a été réinventé par Malcom McLean pour former le conteneur d'expédition intermodal standard (souvent appelé boîte ISO, d'après ISO 6346 (en)) largement utilisé aujourd'hui par les sociétés de transport par conteneurs.

## Histoire

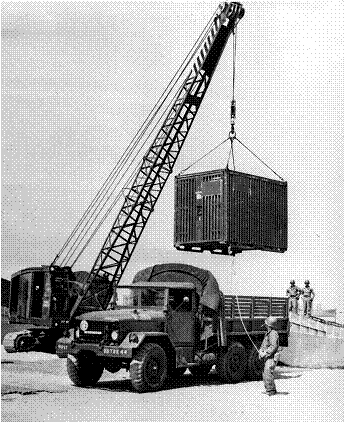
Boîte Conex hissée sur un camion de l'armée américaine

L'utilisation de conteneurs maritimes standardisés en acier et en aluminium a commencé à la fin des années 1940 et au début des années 1950, lorsque les exploitants de navires commerciaux et l'armée américaine ont commencé à développer de telles unités. Pendant la Seconde Guerre mondiale, l'armée américaine a commencé à expérimenter des conteneurs pour expédier du matériel vers le front du conflit. La cargaison était retardée dans les ports en raison du temps requis par le chargement en vrac et le déchargement des navires. De plus, le matériel souffrait de vols et de dommages pendant le transit.

Un mélange de conteneurs standards modernes et d'anciennes boîtes Conex utilisées à des fins de formation (Fort Carson, 2013).

En 1948, l'US Army Transportation Corps (en) mis au point le "Transporter", un conteneur rigide en acier ondulé, capable de transporter 9 000 livres (4 082 kg),. Il était long de 8 8 pieds (2,4384 m), large de 6 pieds (1,8288 m) et haut de 6 pieds (1,8288 m). Muni de portes doubles à une extrémité, il était monté sur des patins et avait des anneaux de levage aux quatre coins supérieurs,,,.
Après avoir fait ses preuves en Corée, le Transporter a été développé dans le système de boîtes Container Express (CONEX) à la fin de 1952. Basé sur le Transporter, la taille et la capacité du Conex étaient à peu près les mêmes, mais le système a été rendu modulaire, par l'ajout d'une unité plus petite de moitié, 6 pieds (1,8288 m) de long , 4 pieds (1,2192 m) de large et 8 pieds (2,4384 m) de haut.
Les CONEX pouvaient être empilés sur trois niveaux et on pouvait protéger leur contenu des éléments extérieurs. En 1965, l'armée américaine disposait d'environ 100 000 boîtes CONEX, et en 1967, plus de 100 000 autres avaient été achetées pour soutenir l'escalade de la Guerre du Viêt Nam,,  ce qui en fait la première application intercontinentale au monde de conteneurs intermodaux. Plus des trois quarts n'ont été expédiés qu'une seule fois, car ils sont restés sur place. Les boîtes CONEX étaient aussi utiles aux soldats que leur contenu, en particulier comme entrepôts là où il n'y avait pas d'autres options. 
Le terme "CONEX" reste d'usage courant dans l'armée américaine pour désigner les conteneurs d'expédition similaires mais plus grands, conformes à la norme ISO.
|             |
| Vue de côté |

|              |
| Vue de face. |